# Campionati del mondo IAADS di atletica leggera
I Campionati del mondo IAADS di atletica leggera (in inglese IAADS World Athletics Championships) sono i campionati del mondo di atletica leggera per atleti e atlete con disabilità intellettiva e relazionale. Sono organizzati dal Comitato Paralimpico Internazionale (IPC) ogni due anni, dal 2010.

## Edizioni
| Anno | Nazione    | Città           |
| ---- | ---------- | --------------- |
| 2010 | Messico    | Puerto Vallarta |
| 2012 | Portogallo | Azzorre         |
| 2014 | Sudafrica  | Bloemfontein    |
| 2016 | Italia     | Firenze         |
| 2018 | Portogallo | Funchal         |